# Campionato asiatico femminile di pallacanestro 1978
Il 7º Campionato Asiatico Femminile di Pallacanestro FIBA (noto anche come FIBA Asia Championship for Women 1978) si è svolto a Kuala Lumpur in Malaysia, dal 25 luglio al 5 agosto 1978.
I Campionati asiatici femminili di pallacanestro sono una manifestazione biennale tra le squadre nazionali organizzato dalla FIBA Asia.

## Squadre partecipanti
- Corea del Sud
- Giappone
- Cina
- Malaysia
- Indonesia
- Hong Kong
- Singapore
- Filippine
- Sri Lanka

## Risultati
| Squadra       | Partite giocate | Vinte | Perse | Punti fatti | Punti subiti | Differenza | Punti |
| ------------- | --------------- | ----- | ----- | ----------- | ------------ | ---------- | ----- |
| Corea del Sud | 8               | 8     | 0     | 711         | 247          | +464       | 16    |
| Cina          | 8               | 7     | 1     | 913         | 407          | +506       | 15    |
| Giappone      | 8               | 6     | 2     | 727         | 323          | +404       | 14    |
| Malaysia      | 8               | 5     | 3     | 542         | 524          | +18        | 13    |
| Hong Kong     | 8               | 3     | 5     | 384         | 651          | −267       | 11    |
| Singapore     | 8               | 3     | 5     | 393         | 604          | −211       | 11    |
| Indonesia     | 8               | 2     | 6     | 324         | 641          | −317       | 10    |
| Filippine     | 8               | 2     | 6     | 325         | 535          | −210       | 8     |
| Sri Lanka     | 8               | 0     | 8     | 364         | 751          | −387       | 8     |

## Classifica finale
| Posizione | Squadra       | Vinte/Perse |
| --------- | ------------- | ----------- |
| Oro       | Corea del Sud | 8-0         |
| Argento   | Cina          | 7-1         |
| Bronzo    | Giappone      | 6-2         |
| 4         | Malaysia      | 5-3         |
| 5         | Hong Kong     | 3-5         |
| 6         | Singapore     | 3-5         |
| 7         | Indonesia     | 2-6         |
| 8         | Filippine     | 2-6         |
| 9         | Sri Lanka     | 0-8         |

## Campione d'Asia
| Campione d'Asia | Campione d'Asia | Campione d'Asia | Campione d'Asia |
| --------------- | --------------- | --------------- | --------------- |
| Corea del Sud   |                 |                 |                 |